# Івана Роскич
Івана Роскич (27 вересня 1979) — хорватська акторка.

## Вибіркова фільмографія
- Чудова ніч у Спліті (2004)
- Незнайомець (2013)
- телесеріал «Успіх» (Uspjeh) (2019) — Яна

| Актор | Це незавершена стаття про акторку. Ви можете допомогти проєкту, виправивши або дописавши її. |